# Уарочири (рукопись)
 Рукопись Уарочири ́  или «Боги и люди Варочири» (исп. El manuscrito de Huarochirí ("Dioses y hombres de Huarochirí")) — один из важнейших источников по истории Перу. Рукопись была найдена в XIX веке в Мадриде при изучении бумаг священника Франсиско де Авила (1573—1647). В настоящий момент она хранится в Национальной библиотеке в Мадриде.
Большая часть текста, за исключением некоторых заголовков и комментариев на полях, составлена на кечуа. Рукопись написана предположительно коренным жителем Перу из провинции Уарочири, которого Франсиско де Авила нанял для описания языческих обычаев этой местности. Работа над текстом закончилась к 1608 году. По мнению автора биографии Ф. де Авила, А. Акосты, целью создания этого документа был шантаж недовольных прихожан, подавших в суд на священника в 1607 году.
Рукопись Уарочири является важным документом, описывающим быт, социальное устройство, религиозные воззрения жителей Перу около 1600 г. Кроме того она является источником для изучения истории языка кечуа.
Была впервые переведена на испанский и издана с двуязычным, кечуа и испанским, текстом в 1966 году писателем Хосе Мария Аргедасом.

### Исследования
- cl/wp-content/uploads/2016/07/04-LEON-HERRERA-DA30.pdf  León-Llerena Laura. Historia, lenguaje y naración en el Manuscrito de Huarochirí.